# Arcadia (Ohio)
Arcadia es una villa ubicada en el condado de Hancock en el estado estadounidense de Ohio. En el Censo de 2010 tenía una población de 590 habitantes y una densidad de población de 394,8 personas por km².

## Geografía
Arcadia se encuentra ubicada en las coordenadas 41°6′29″N 83°30′53″O / 41.10806, -83.51472. Según la Oficina del Censo de los Estados Unidos, Arcadia tiene una superficie total de 1,49 km².

## Demografía
Según el censo de 2010, había 590 personas residiendo en Arcadia. La densidad de población era de 394,8 hab./km². De los 590 habitantes, Arcadia estaba compuesto por eun 96,1% de personas de raza blanca, el 1,36% eran afroamericanos, el 0,17% eran amerindios, el 0,17% eran asiáticos, el 0,68% eran de otras razas y el 1.53% pertenecían a dos o más razas. Del total de la población el 3,05% eran hispanos o latinos de cualquier raza.